# Cour constitutionnelle (Maroc)
Pour les autres articles nationaux ou selon les autres juridictions, voir Cour constitutionnelle.
 (février 2024).
Si vous disposez d'ouvrages ou d'articles de référence ou si vous connaissez des sites web de qualité traitant du thème abordé ici, merci de compléter l'article en donnant les références utiles à sa vérifiabilité et en les liant à la section « Notes et références ».
Au Maroc, la Cour constitutionnelle est une institution constitutionnelle marocaine créée en 2011 pour remplacer le Conseil constitutionnel.
Sa mission principale porte sur le contrôle de la régularité des élections nationales et référendums, et aussi sur les attributions qui lui sont dévolues par les articles de la Constitution et les dispositions des lois organiques.

## Historique
Au Maroc, l’institution de la justice constitutionnelle est un fait ancien qui s'est produit à l'aube de l'indépendance. C’est en effet dans le cadre de la première Constitution, promulguée en décembre 1962 que fut créée au sein de la plus haute juridiction du pays, la Cour suprême, une nouvelle Chambre, la Chambre constitutionnelle chargée notamment du contrôle de la constitutionnalité des lois.
Puis dans les années 1990, la  justice marocaine connaitra une grande autonomie à la suite de la révision constitutionnelle de 1992 qui a amorcé la création d'un Conseil constitutionnel en tant qu'institution indépendante avec des compétences plus étendues qui s'inscrivent dans le cadre du plan de réforme initié par le Royaume du Maroc au début des années quatre-vingt-dix. Ce plan vise la consolidation de l'État de droit et la consécration des droits de l'Homme tels qu'universellement reconnus. Cette vision de la consolidation des institutions judiciaires est prolongée puis renforcée par la reforme constitutionnelle promulguée le 29 juillet 2011 par le Roi Mohammed VI. Par ailleurs, <<La Cour Constitutionnelle exerce les attributions qui lui sont dévolues par les articles de la Constitution et les dispositions des lois organiques. Elle statue, par ailleurs, sur la régularité de l'élection des membres du Parlement et des opérations de référendum. Les lois organiques avant leur promulgation et les règlements de la Chambre des Représentants et de la Chambre des Conseillers, avant leur mise en application, doivent être soumis à la Cour Constitutionnelle qui se prononce sur leur conformité à la Constitution. Aux mêmes fins, les lois, avant leur promulgation, peuvent être déférées à la Cour Constitutionnelle par le Roi, le Chef du Gouvernement, le Président de la Chambre des Représentants, le Président de la Chambre des Conseillers, ou par le cinquième des membres de la Chambre des Représentants ou par quarante membres de la Chambre des Conseillers. Dans les cas prévus aux deuxième et troisième alinéas du présent article, la Cour Constitutionnelle statue dans un délai d'un mois à compter de sa saisine. Toutefois, à la demande du gouvernement, s'il y a urgence, ce délai est ramené à huit jours. Dans ces mêmes cas, la saisine de la Cour Constitutionnelle suspend le délai de promulgation. Elle statue sur la régularité de l'élection des membres du Parlement dans un délai d'un an, à compter de la date d'expiration du délai légal du recours. Toutefois, la Cour peut statuer au-delà de ce délai, par décision motivée, dans le cas où le nombre de recours ou leur nature l'exige>>.

## Structure

### Organisation
La Cour constitutionnelle est d’abord régie par la Constitution, qui définit notamment les bases de son organisation, ses attributions essentielles ainsi que l’effet de ses décisions. Il y a ensuite les lois organiques qui déterminent les règles touchant les divers aspects de son organisation et de son fonctionnement.

### Composition
| Nom                                    | Nommé par                    |
| -------------------------------------- | ---------------------------- |
| Mohammed Amine Benabdallah (Président) | le Roi du Maroc              |
| Abdelahad Dekkak                       | le Roi du Maroc              |
| Mohammed Ben Abdessadek                | la chambre des représentants |
| Mohammed El Ansari                     | la chambre des conseillers   |
| Latifa Lkhal                           | le Roi du Maroc              |
| Khalid Berjaoui                        | la chambre des conseillers   |
| Mohamed Alami                          | la chambre des représentants |
| El Houssain Abouchi                    | le Roi du Maroc              |
| Amina Massoudi                         | le Roi du Maroc              |
| Najib Ba mohammed                      | le Roi du Maroc              |
| Mohammed Kasri                         | la chambre des représentants |
| Mohammed Lididi                        | la chambre des conseillers   |

#### La nomination des membres
La Cour constitutionnelle marocaine est composée de douze membres nommés pour un mandat de neuf ans non renouvelable. Six membres sont désignés par le Roi, dont un membre proposé par le Secrétaire général du Conseil Supérieur des ouléma, et six membres sont élus, moitié par la Chambre des Représentants, moitié par la Chambre des Conseillers  parmi les candidats présentés par le Bureau de chaque Chambre, à l'issue d'un vote à bulletin secret et à la majorité des deux tiers  des membres  composant chaque Chambre.

#### Le Président de la Cour constitutionnelle
Le Président de la Cour Constitutionnelle est nommé par le Roi, parmi les membres composant la Cour.